# Jean-Charles Cazin
Pour les articles homonymes, voir Cazin.
Stanislas Henri Jean-Charles Cazin est un peintre, graveur et céramiste français, né à Samer (Pas-de-Calais) le 25 mai 1841 et mort au Lavandou le 26 mars 1901.
Peintre d'histoire, de scènes de genre, de paysages et de compositions murales, il est considéré comme le chantre de la Côte d'Opale.

## Biographie

### Famille
Jean-Charles Cazin naît le 25 mai 1841 à Samer. Il est le fils de François-Joseph Cazin, propriétaire et médecin et de Jeanne Marie Appelet. Son frère est le chirurgien Henri Cazin. Pour sa part, il est entouré de personnes qui s'illustrent dans le monde des arts : il est l'époux de Marie Cazin, née Guillet, et le père de Michel Cazin, lui-même époux de Marie Berthe Cazin, née Yvart, également peintre.
Jean-Charles Cazin passe sa petite enfance dans sa ville natale de Samer, puis la famille déménage à Boulogne-sur-Mer en 1846. Il ne suit pas les traces de son père comme prévu et manifeste très tôt son goût pour les arts.

### Carrière
Ses parents ne s'opposent pas sa vocation et après ses études secondaires, en 1862, il entre à  l'École impériale de dessin à Paris où il est élève d'Horace Lecoq de Boisbaudran. Ce dernier enseigne le dessin de mémoire et forme les élèves à la « mémoire pittoresque », visant à apprendre à observer et à conserver la mémoire des choses vues pour s'en servir au moment de peindre. Il forme également à l'étude de l'antiquité et au modèle vivant. Il va adresser à Jean Charles Cazin, Conseils à un jeune artiste, dans lequel il résume son enseignement.
Puis il devient professeur de dessin à l'École spéciale de dessin d'architecture dirigée par Émile Trélat, de 1863 à 1868. Il s'installe à Chailly-sur-Armançon, près d'Arnay-le-Duc, en Bourgogne, pour se consacrer à la peinture, mais il est appelé pour devenir conservateur du musée des Beaux-Arts de Tours et directeur de l'École de dessin. En 1868, il se marie avec Marie Guillet. Vers 1872, rejoignant Alphonse Legros et Jules Dalou, il part pour l'Angleterre avec son épouse Marie et leur fils Michel, avec le projet d'ouvrir une école d'art, ce qui ne donne pas de résultats satisfaisants. À Londres, il étudie l'œuvre des préraphaélites. Il passe la plus grande partie de son temps à travailler au Victoria and Albert Museum. Dans son atelier, il continue les essais de céramique, entamés à l'époque de Samer puis de Paris, dans un style néo-Renaissance. Il se tourne également vers la poterie pour faire vivre sa famille. À la demande du directeur d'une manufacture de poterie, il fabrique des objets usuels (vases, plats, tasses…). Il les réalise en général en grès brun, décorés d'ornements en relief, d'inspiration géométrique ou de flore stylisée, parfois rehaussés de couleur. Une exposition est organisée à Londres, où il montre également des vases de qualité, dignes d'être collectionnés, et suscite un intérêt certain.
Il peint une série d'œuvres à sujet biblique de 1863 à 1872. Au début de sa carrière artistique, il tente de restaurer la pratique de la peinture à la cire.
Jean Charles Cazin quitte l'Angleterre en 1874, effectue des séjours prolongés en Italie, à Anvers et s'installe à Boulogne-sur-Mer en 1876.
Au Salon de 1876, il présente Le Chantier, une scène de la vie ouvrière. Cette toile est remarquée, tant par l'application de la technique de la peinture à la cire qu'en raison de la sensibilité de l'auteur qui se dégage de l'œuvre. Il déménage à Paris. Sa présence régulière est notée en Seine-et-Marne, peignant, dessinant les villages de Recloses, Achères, Chailly, etc., proches de Fontainebleau. Il aborde des thèmes historiques et bibliques, ou encore tirés des œuvres d'Homère, avec un premier tableau sur le thème de Tobie, puis Le Voyage de Tobie présenté en 1878 (Art Institute of Chicago), mais c'est avec Agar et Ismaël exposé à la même période que Tobie et l'Ange qu'il obtient une médaille de première classe au Salon de 1880, sans avoir suivi l'habituelle hiérarchie des récompenses. De cette époque datent une série de tableaux comme, outre ceux déjà cités, La Fuite en Égypte (1877), Le Départ de la Sainte Famille (1879), Judith-le Départ, Ulysse après le naufrage, Théocrite. Il actualise ces tableaux, les rend plus proches en les plaçant dans sa région du Boulonnais, en modernisant les tenues. Les dunes servent de cadre à Agar, les remparts de Montreuil à Judith, les falaises d'Équihen à Ulysse, les collines et dunes des environs de Camiers à Tobie. Les membres de sa famille lui servent de modèles. Toutes ces œuvres rencontrent un grand succès au Salon. De cette époque, date également son plafond L'Art, exposé au Salon de 1879, ou encore La Terre.
En 1881, il présente au Salon, hors-concours car membre du jury en 1881 et 1882, Souvenir de fête (Paris, Petit Palais) et s'y montre un décorateur de grand style. L'année suivante, il organise une exposition remarquable à l'Union centrale des Arts décoratifs. Il présente également La Chambre mortuaire de Gambetta, toile bien accueillie.
Il finit par fuir les honneurs et retourne vivre dans le Pas-de-Calais dans la grande propriété d'Équihen, n'exposant rien entre 1883 à 1888. En 1883, il avait présenté Judith sortant des murs de Béthulie et a reçu de fortes critiques : cette fois, on juge abusif l'usage des costumes modernes car on estime que cela rend la compréhension du tableau difficile. Cette situation a soit suscité soit renforcé son retrait. À Équihen, Jean-Charles Cazin retrouve ses racines, loin de l'agitation de la capitale, des rumeurs et des coteries. Il s'imprègne de la force et de la poésie de ces lieux typiques du Boulonnais, avec les maisons en pierre et les collines.
Il voyage à nouveau en Italie et dans les Flandres. Il étudie la nature, les maîtres anciens et subit l'influence de son ami Puvis de Chavannes en travaillant à sa suite aux fresques du Panthéon et de la Sorbonne. Ses toiles se vendent à Paris et à l'étranger et sont maintenant conservées dans nombre de musées nationaux et internationaux.
Il fait son retour au Salon de 1888 avec une toile inspirée de la vie contemporaine La Journée faite (musée des Beaux-Arts de Lyon). Lors de l'Exposition universelle de Paris de 1889, année où il est promu officier de la Légion d'honneur, il expose hors-concours et reçoit une médaille d'or. Lors de l'Exposition universelle de 1900, il obtient un grand prix.
À partir de 1890, il expose de plus en plus souvent au Salon de la Société nationale des beaux-arts (dit aussi Salon du Champ-de-Mars). Il y expose une série de paysages qui frappent par la sincérité et la délicatesse qui s'en dégagent, de même qu'une poésie mélancolique, qui font penser à Puvis de Chavannes. Il choisit en général ses sujets dans sa région natale, en Artois, surtout aux environs de son lieu de résidence : Vue de Samer, Moulins en Artois, La Ville morte (Montreuil-sur-Mer). Il réalise également des vues de Neufchâtel-en-Artois, des marines exécutées dans sa région. Il exécute en outre des études faites au bord de l'eau sous différentes formes : La Marne, Les baigneuses, ou encore des gravures originales de paysages Les Chaumières, Le Pont.
Au Salon de 1892, il présente deux compositions destinées à la salle à manger de la Sorbonne : La Maison de Socrate et L'Ours et l'amateur de jardins.
Très intéressé par les figures décoratives, il projette de grands ensembles visant à glorifier Judith (du Livre de Judith), Ulysse, Jeanne d'Arc, mais ne dépasse pas le stade d'ébauches.
Accompagné de son fils Michel, baigné dans la culture artistique de ses parents, Jean-Charles Cazin expose 180 tableaux aux États-Unis en 1893. À partir de 1891, il se partage entre le Var, pour raisons de santé, et le Pas-de-Calais où il ne se consacre plus désormais qu'au paysage.
Une autre facette de son talent s'expose dans les nocturnes avec La Place de Montreuil-sur-Mer, où se retrouvent les grands arbres des remparts, ou Nocturne, ou encore Le Village et la nuit, qui serait sa dernière œuvre.
Lors de l'Exposition universelle de 1900, 14 de ses toiles sont rassemblées pour être présentées au public.

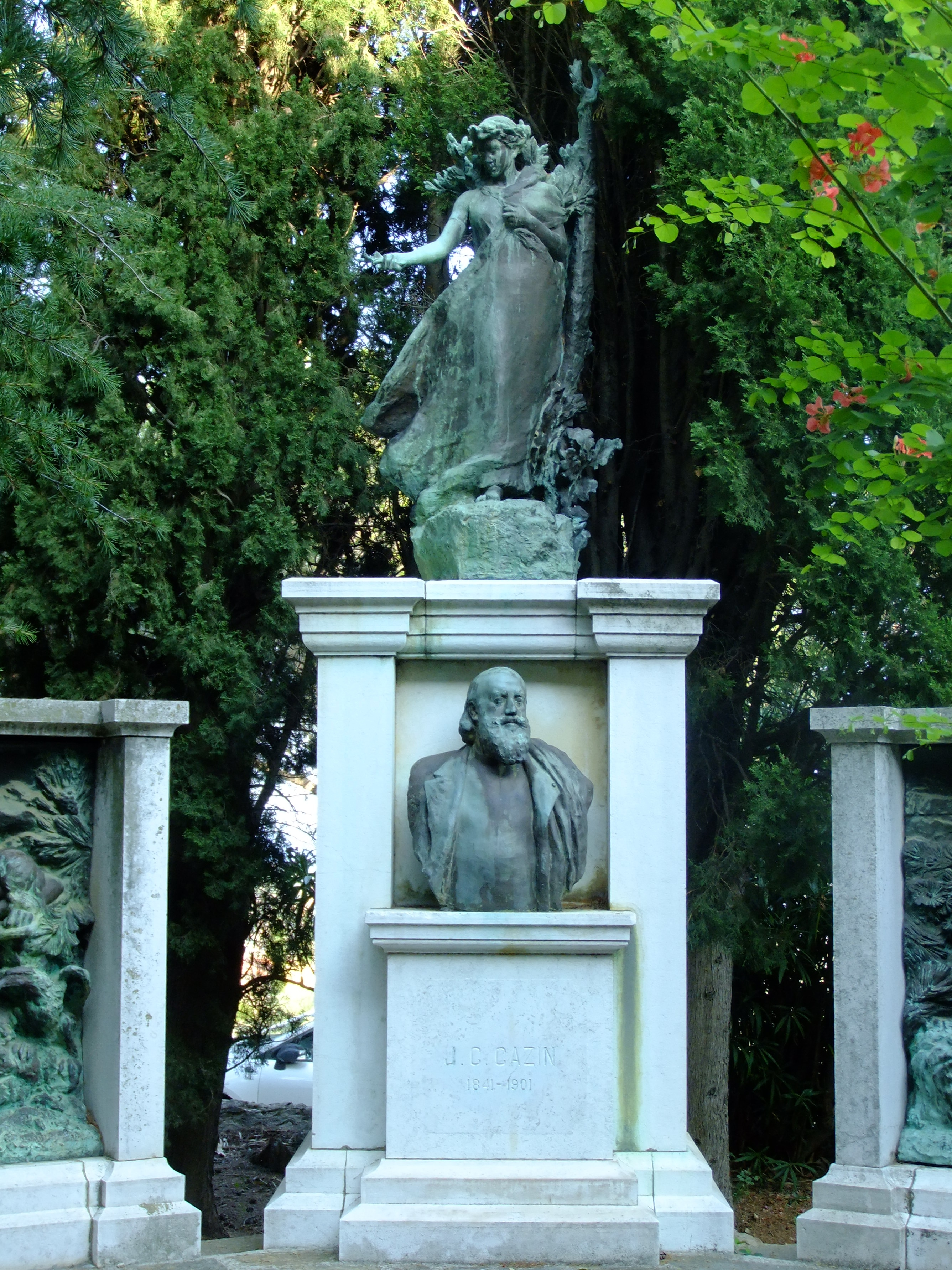
Sépulture de Jean-Charles Cazin, à Bormes-les-Mimosas

Déjà malade lorsqu'il est chargé d'achever au Panthéon, en 1898, les décorations murales que Puvis de Chavannes n'avait pu terminer, il ne va survivre que peu de temps à l'achèvement du travail.
Il meurt le 26 mars 1901 au Lavandou dans la maison qu'il loue à Saint-Clair,, où il est allé se soigner, et est inhumé à Bormes-les-Mimosas, où un mausolée lui rend hommage dans l'enclos de la chapelle Saint-François-de-Paule.

## Réception critique
Jean-Charles Cazin est un des artistes intéressants de la fin du XIXe siècle. Il construit une œuvre assez en marge des courants esthétiques contemporains. On remarque dans ses tableaux d'histoire sa science de la composition, mais on apprécie surtout ses paysages, qui tiennent une grande place dans sa réputation. Et il parvient à donner beaucoup de luminosité à ses toiles marquées pourtant d'une tonalité grise.
Son goût pour les crépuscules amènent les critiques d'art à qualifier ce moment d'« heure Cazin ». La force créatrice de Cazin réside dans l'« accord intime entre les figures et le paysage » qu'il reconnait devoir à Nicolas Poussin. En parallèle, on retrouve chez lui tout un jeu de symboles qui se juxtaposent et dont il ne semble pas toujours conscient.
Pour lui, les scènes de la vie quotidienne évoquent les grandes tragédies humaines, de même qu'il retrouve dans les épisodes bibliques la condition d'artiste qui doit lutter pour être reconnu et apprécié : Agar et Ismaël représentent un couple perdu dans le désert mais aussi « l'image de l'artiste méconnu que tout abat et qui soi-même s'encourage », de ce fait le paysage n'est plus banal, il acquiert une sorte de noblesse et devient une référence picturale.
De très nombreuses ventes publiques de ses œuvres ont eu lieu depuis la fin du XIXe siècle. Au XXe siècle, il en va de même : douze ventes recensées entre 1990 et 1997, à Paris (cinq), New York (quatre), Londres (deux), Amsterdam (une). Le montant atteint par les toiles présentées pendant ces huit années, varie sans atteindre des sommets : de 4 000 à 18 000 francs, soit entre environ 600 et 2 700 euros pour les ventes à Paris.

## Distinctions
Jean-Charles Cazin est nommé chevalier de l'ordre de la Légion d'honneur le 13 juillet 1882, et reçoit sa décoration de son frère aîné Henri Cazin, promu officier le 29 octobre 1889 (décret du ministre du Commerce) et enfin élevé au grade de commandeur par décret du 14 décembre 1900 du ministre de l'Instruction publique et des Beaux-Arts.

## Œuvres dans les collections publiques
Allemagne
- Berlin, Alte Nationalgalerie : Paysage le soir avec Marie-Madeleine[1].

États-Unis
- Chicago, Art Institute of Chicago : Théocrite, 1885-90, huile sur toile, 74 × 60,5 cm, collection Potter Palmer.
- New York, Metropolitan Museum of Art.

Canada
- Montréal : Un jour chaud d'été[1].
- Québec : Le Pont de pierre[14].

France
- Douai, musée de la Chartreuse : 
  - Moulin[1].
- Boulogne-sur-Mer, Château-musée de Boulogne-sur-Mer : 
  - Nocturne.
- Lille, palais des Beaux-Arts : 
  - Tobie et l'Ange, 1880, huile sur toile, 186 × 142 cm.

- Nemours, Château-Musée :
  - Moulin dans un paysage, bistre et sépia sur toile, 60 × 73 cm.
  - Le Pont de Grez, estampe.
- Paris, musée d'Orsay :
  - Les Quais, 1885-1890, huile sur toile, 32,5 × 46 cm[15] ;
  - L'Orage, 1876, huile sur toile, 89,5 × 166,5 cm[16] ;
  - La Journée faite, 1888, huile sur toile, 199 × 166 cm[17] ;
  - Paysage de neige, 1841, huile sur toile, 38 × 46 cm ;
  - Femme de marin, 1885, masque en bronze ;
  - Plat d'apparat, 1872, grès émaillé ;
  - Vase, grès gravé et émaillé
  - Terrain de culture en Flandres, 1894, huile sur toile, 54 × 65 cm[18]
- Reims, Musée des Beaux-arts[19] : 
  - L'Arc-en-ciel, deuxième moitié du XIXe siècle, gouache en lavis et au tampon sur traits de graphite sur papier Whatman ivoire légèrement grainé et filigrané, 16,5 × 14 cm ;
  - Paysage au clair de Lune, deuxième moitié du XIXe siècle, huile sur toile, 27 × 21,9 cm ;
  - Château en Écosse, 1871, huile sur toile, 61,5 × 51,2 cm ;
  - La route (Seine-et-Marne), deuxième moitié du XIXe siècle, huile sur toile, 59,8 × 72,8 cm ;
  - La villa Cazin à Equihen, deuxième moitié du XIXe siècle, huile sur toile 21,1 × 26 cm ;
  - Pont en Picardie, fin XIXe siècle, huile sur toile, 32,6 × 46 cm ;
  - Ruisseau à Abbeville, fin XIXe siècle, huile sur bois, 32,4 × 40,9 cm ;
  - Cultures (Seine-et-Marne), deuxième moitié du XIXe siècle, huile sur toile, 38,4 × 46,6 cm ;
  - Ruines de l'ancien port de Wimereux, 1896, huile sur toile, 89,1 × 116,5 cm ;
  - Bruyères en Écosse, deuxième moitié du XIXe siècle, huile sur toile, 54 × 65,2 cm.
- Saint-Pol-sur-Ternoise, mairie : 
  - La roulotte, fin XIXe siècle, huile sur toile, 73,2 × 92 cm.
- Samer, musée Jean-Charles-Cazin : Installé à l'étage de la mairie, le musée conserve environ 200 œuvres : 41 tableaux, 70 dessins, 24 gravures, 16 céramiques, 13 médailles et un ensemble de photographies et plaques de verre, œuvres de Jean-Charles, Marie, Jean-Michel et Berthe. Depuis 2019, la Société des amis du musée Cazin acquiert régulièrement des œuvres des Cazin.
- Tours, musée des Beaux-Arts : 
  - Agar et Ismaël, 1880, huile sur toile, 252 × 202 cm.
- Vernon, musée Alphonse-Georges-Poulain : 
  - Paysage aux maisons, soir de septembre, huile sur toile, 66 × 82 cm.
- Versailles, musée de l'Histoire de France : 
  - Chambre mortuaire de Gambetta, 1883, huile sur toile, 38 × 46 cm.

Œuvres de Jean-Charles Cazin
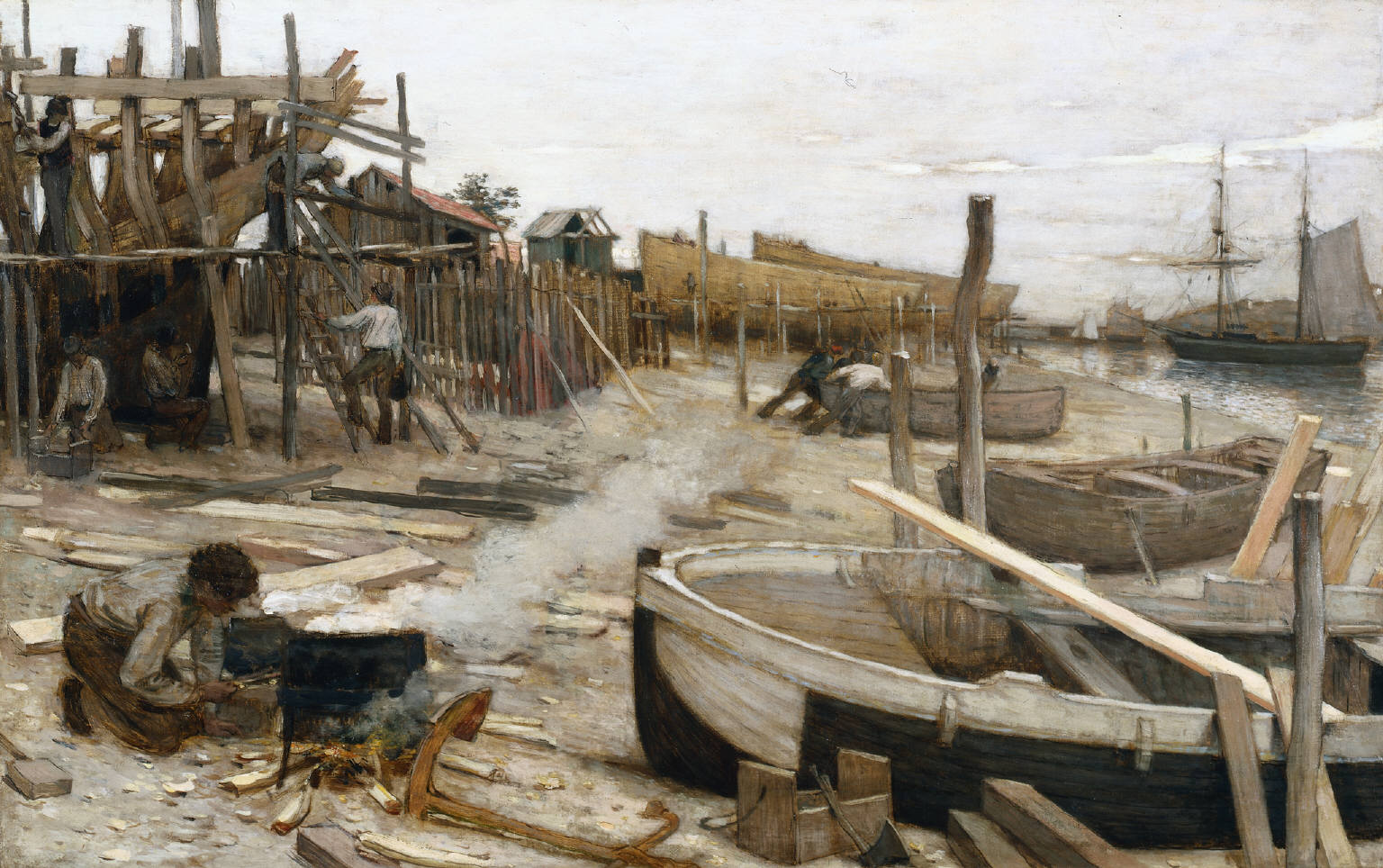
Le Chantier naval (1875), Cleveland, Cleveland Museum of Art.
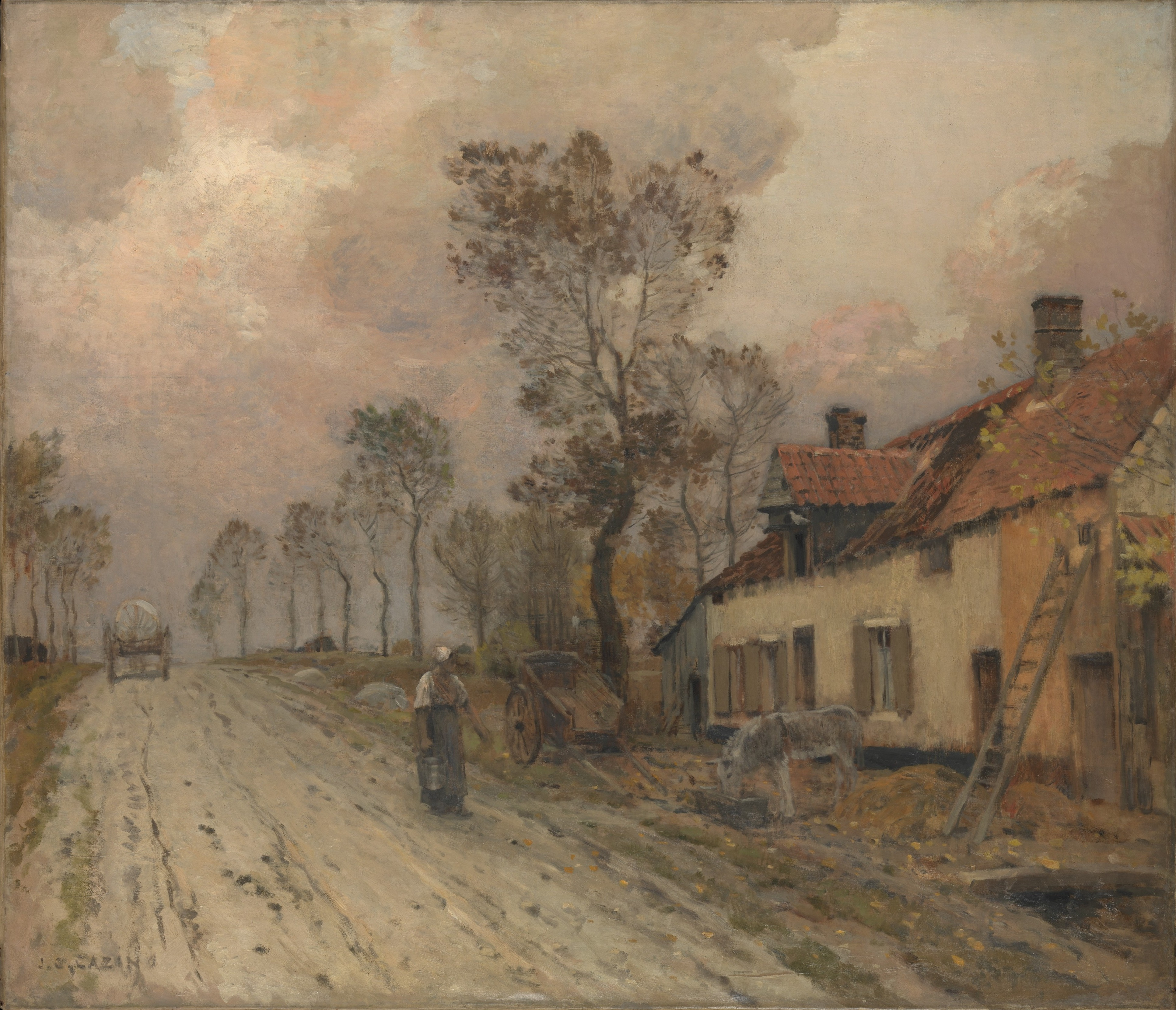
La Route nationale à Samer (1876), New York, Metropolitan Museum of Art.
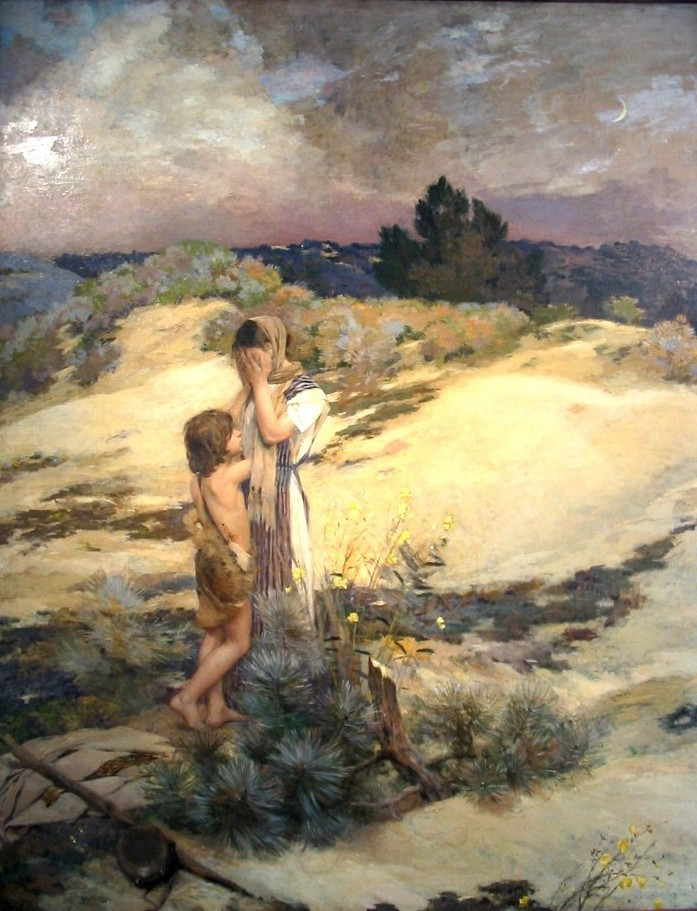
Agar et Ismaël (1880), musée des Beaux-Arts de Tours.
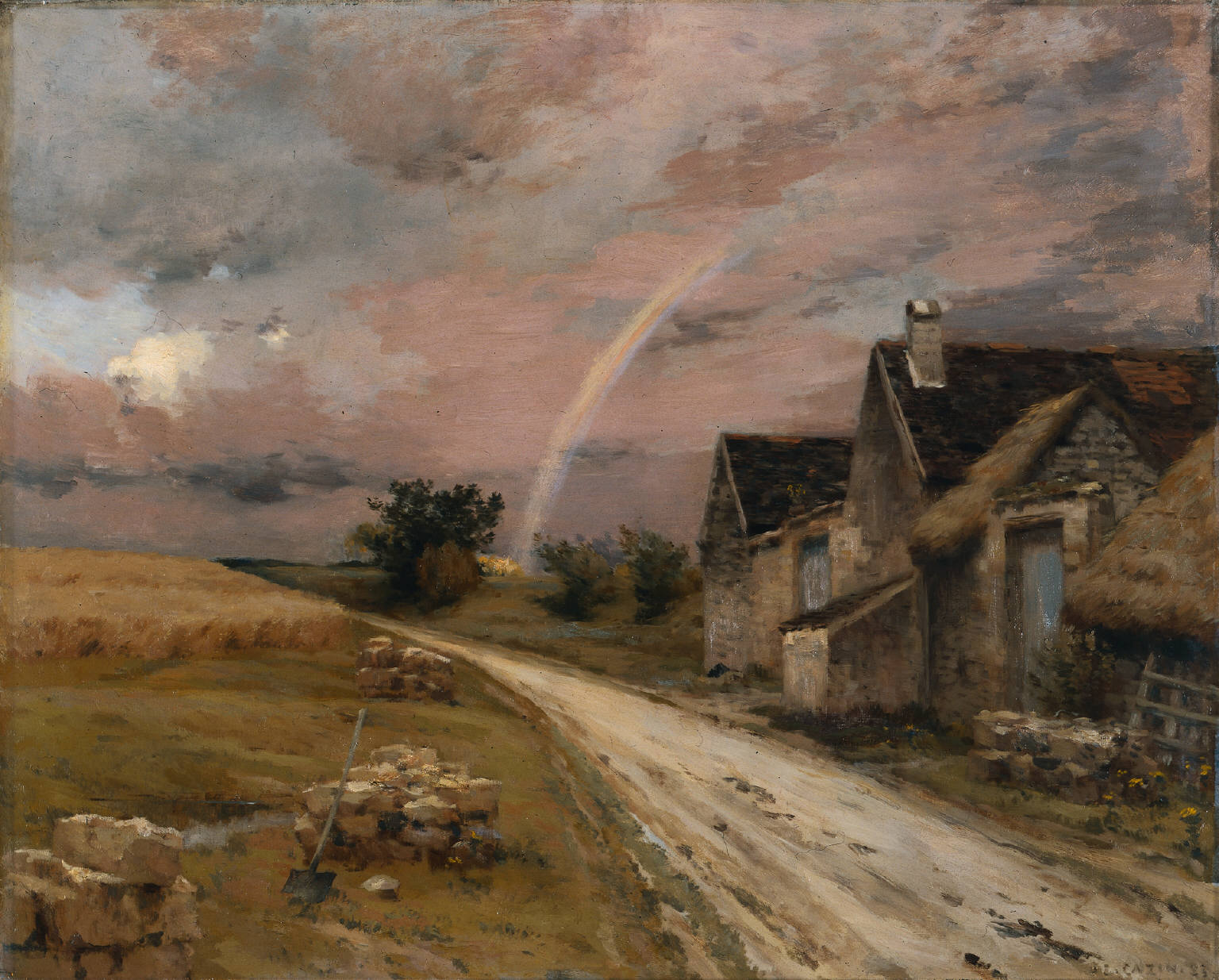
L'Arc-en-ciel (1883), Cleveland, Cleveland Museum of Art.
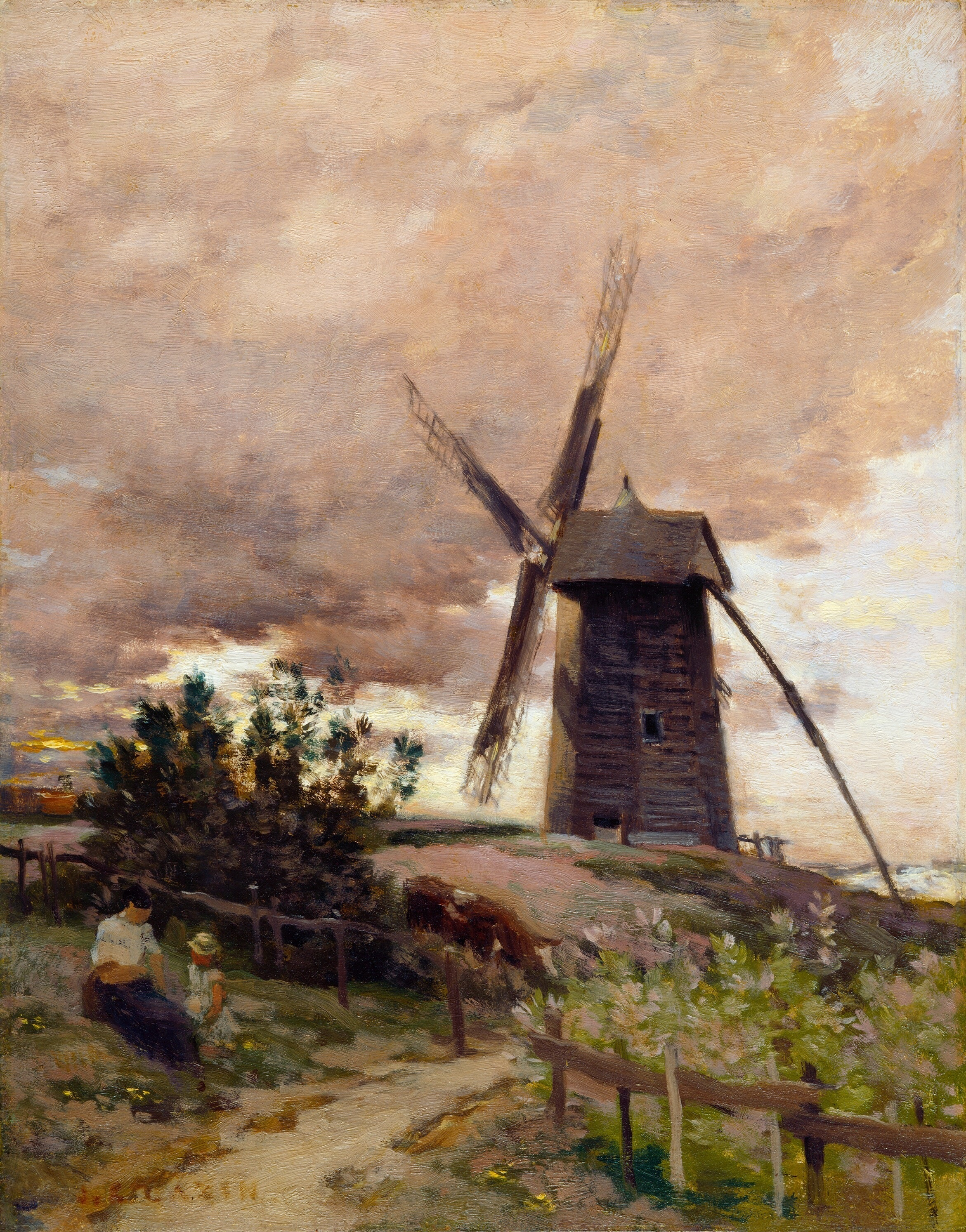
Le Moulin à vent (après 1884), Washington, National Gallery of Art.
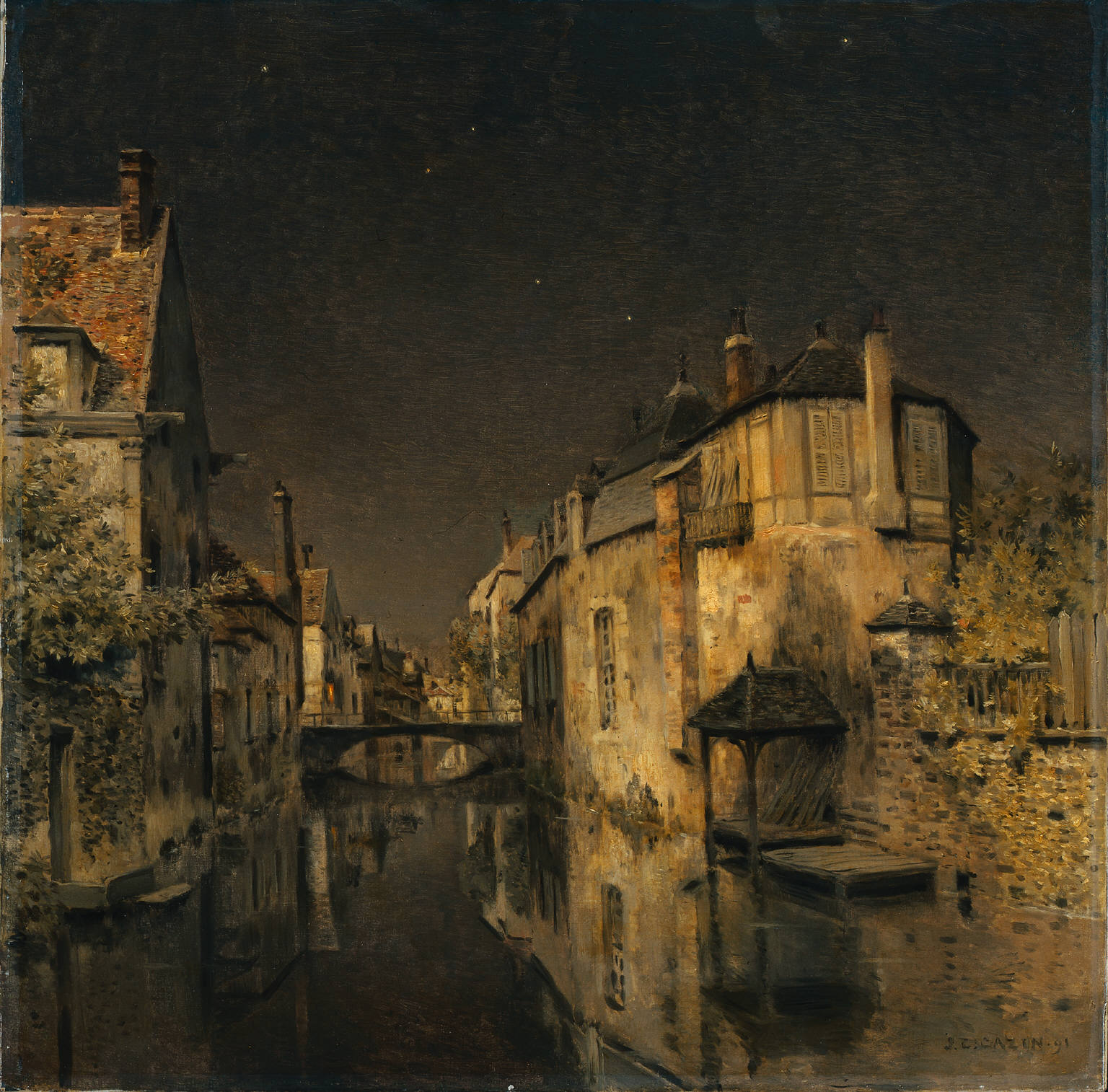
Minuit (1891), Cleveland, Cleveland Museum of Art.
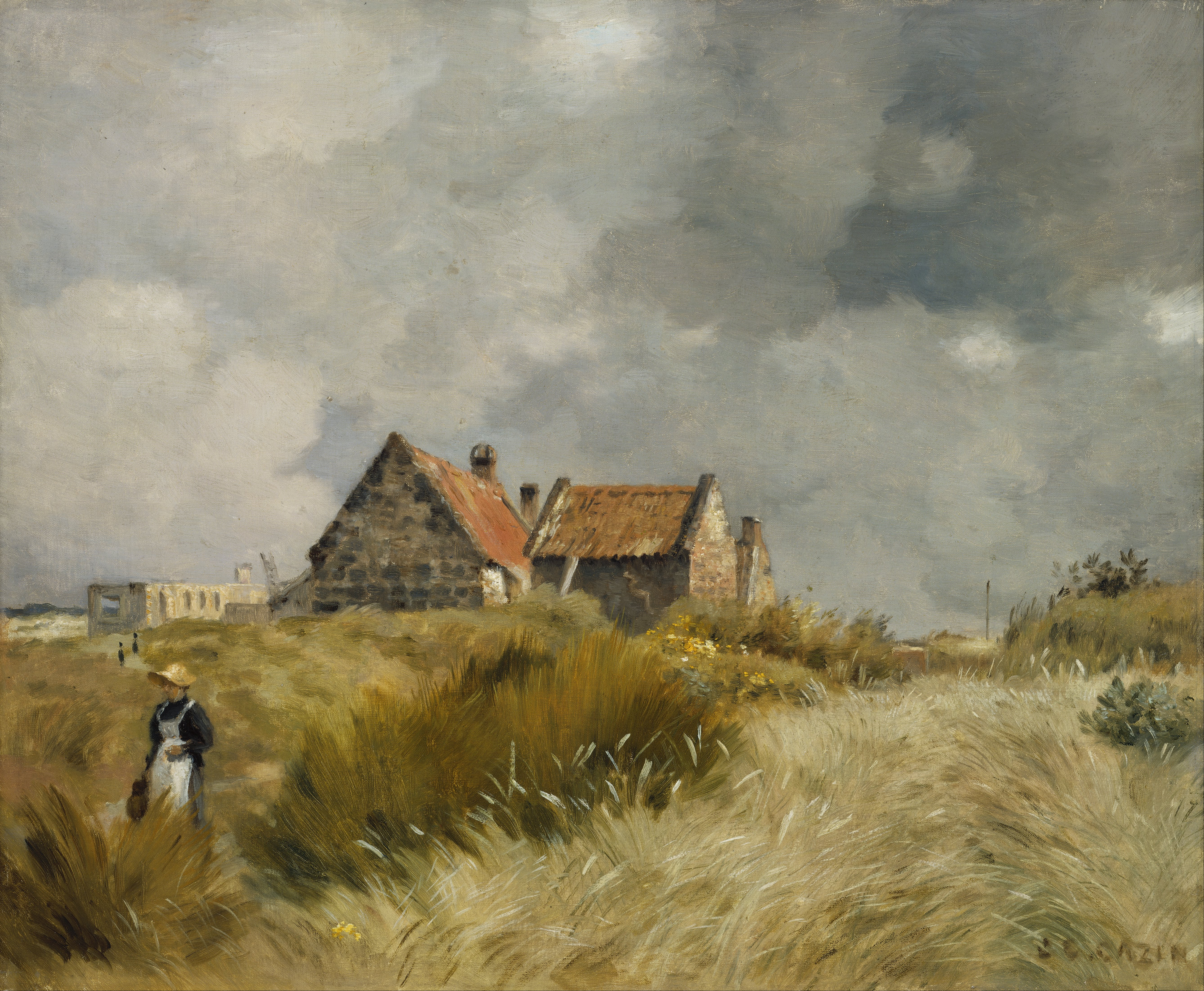
Maison dans les dunes, Boston, musée des Beaux-Arts de Boston.
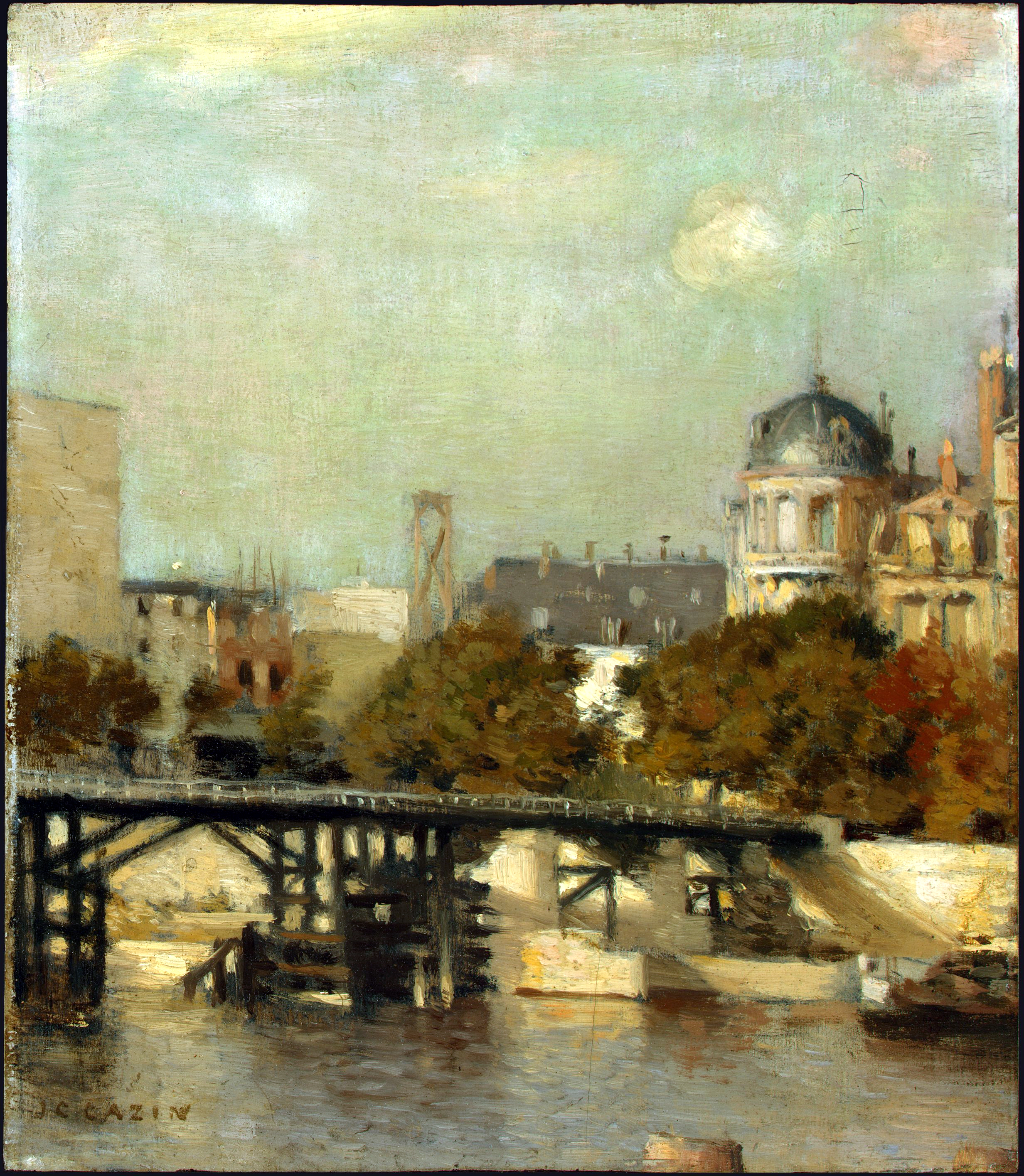
Vue de Paris avec pont, Washington, National Gallery of Art.
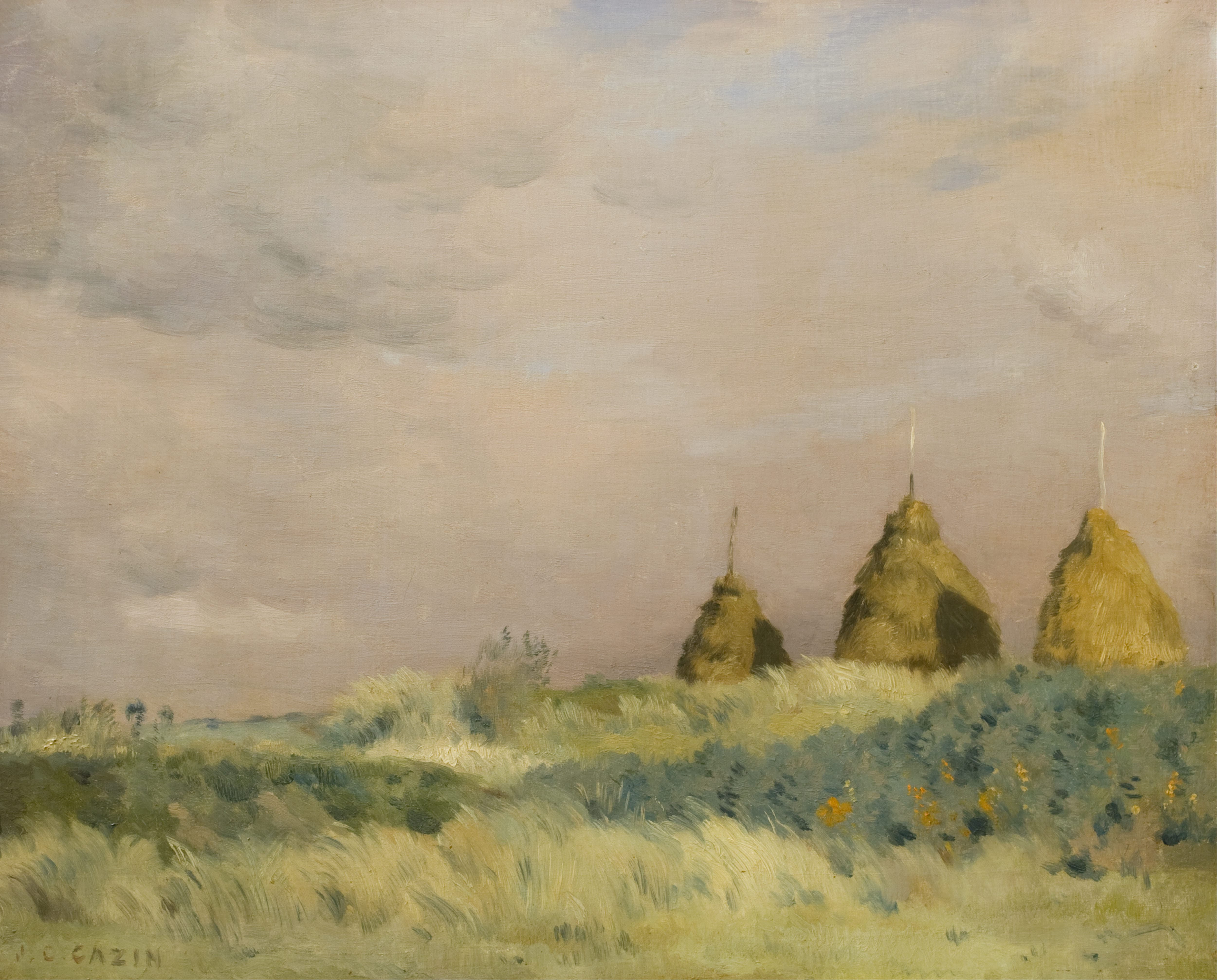
Les Trois Meules de foin, Sydney, Galerie d'art de Nouvelle-Galles du Sud.
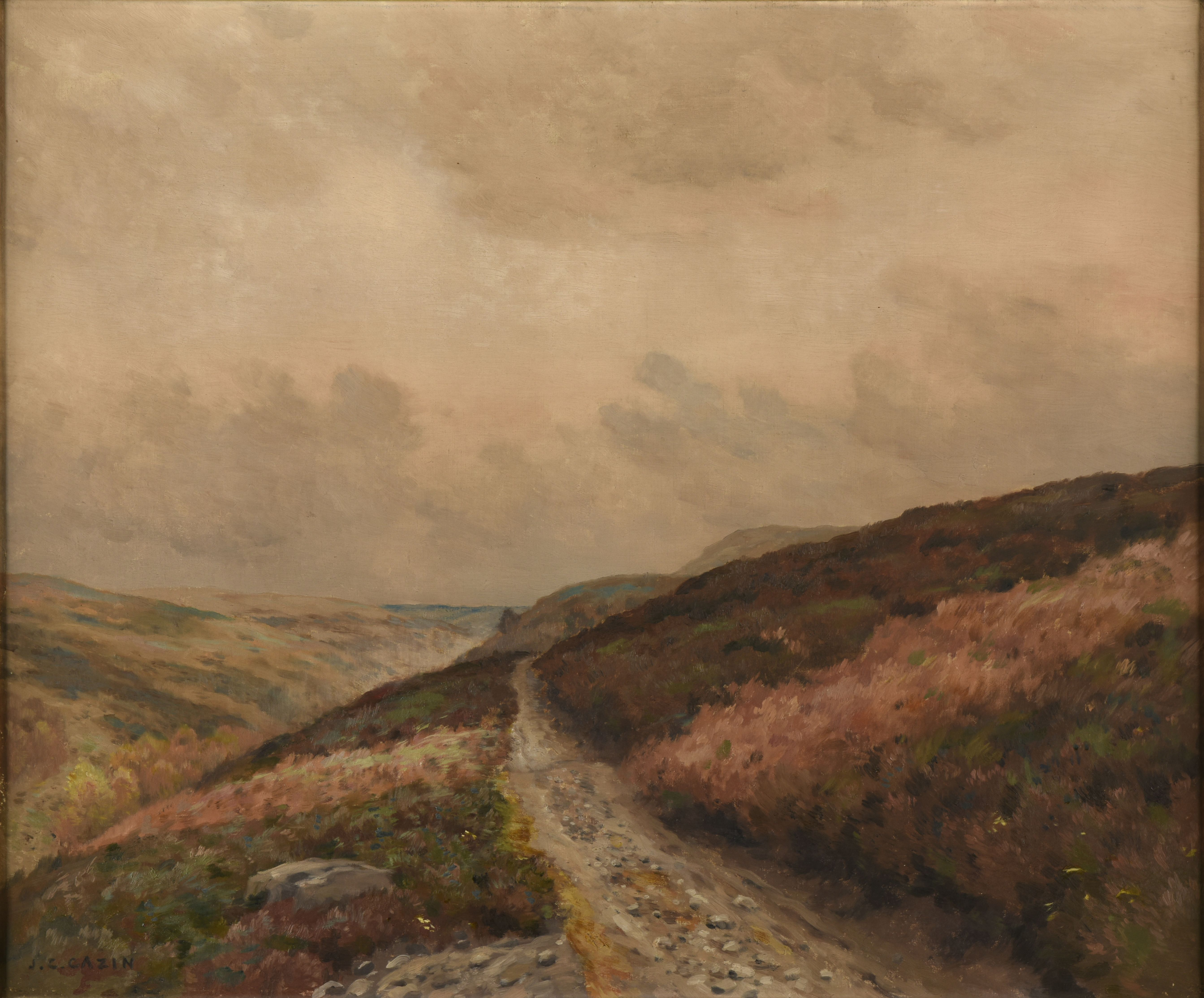
Bruyères en Écosse, Musée des Beaux-Arts de Reims.

## Hommages
- La Société nationale des beaux-arts organise en 1905 une exposition rétrospective posthume de son œuvre[4].
- Une voie de Boulogne-sur-Mer porte son nom en son hommage, ainsi que le lycée professionnel situé dans cette rue[20].